# Enrique Baldivieso
Enrique Baldivieso Aparicio (* 1902 in Tupiza; † 1957 in Buenos Aires, Argentinien) war ein bolivianischer Politiker und in den Jahren 1936 und 1937 Außenminister seines Heimatlandes sowie von 1938 bis 1939 Vizepräsident unter Präsident Germán Busch. Heute trägt die Provinz Enrique Baldivieso im bolivianischen Departamento Potosí ihm zu Ehren seinen Namen.
Baldivieso war Autor und Dramaturg, akademischer Rechtsanwalt an der Universität Mayor de San Andrés (UMSA) in La Paz (1925), Leiter der Sociedad de Autores Teatrales (1924–1925), und Staatsminister in verschiedenen Regierungen (1934 bis 1944). In der Zeit zwischen 23. Mai und 22. Juni 1936 war er bolivianischer Außenminister, wurde abgelöst durch Enrique Finot und bekleidete das Amt erneut für wenige Monate im folgenden Jahr ab 13. Juli 1937. Unter Präsident Germán Busch war er bolivianischer Vizepräsident vom 28. Mai 1938 bis zum 24. April 1939, bis vier Monate vor dessen ungeklärtem Tod.

## Werke
- Poesie: El sermón de la montaña (1925); La puna (1927); Elogio del sombrero chicheño (1953)
- Theater: El Dios de la conquista (1918); Derecho a matar (1923); Urpillay (1924); Lo que traemos al mundo (1924); El hijo ajeno (1926)[4]
- Politik: El proceso diplomático y la guerra en el Chaco  (1934)